# اندرق
اندرق یک منطقهٔ مسکونی در ایران است که در دهستان شال واقع شده‌است. براساس سرشماری مرکز آمار ایران در سال ۱۳۹۵، این روستا کمتر از سه خانوار جمعیت داشته‌است.
این روستا شرقی ترین نقطه استان اردبیل از لحاظ مختصات جغرافیایی و مسکونی بودن است.
مردم روستای اندرق به زبان تاتی سخن می‌گویند.

## جمعیت
این روستا در دهستان شال قرار دارد و براساس سرشماری مرکز آمار ایران در سال ۱۳۸۵، جمعیت آن ۱۵ نفر (۳ خانوار) بوده‌است.